# Кипроп, Асбель
Асбель Кипруто Кипроп (англ. Asbel Kipruto Kiprop; род. 30 июня 1989) — кенийский легкоатлет, который специализируется в беге на 1500 метров. Олимпийский чемпион 2008 года и трехкратный чемпион мира на дистанции 1500 метров. В финале финишировал вторым, вслед за Рашидом Рамзи, но после положительного результата пробы на допинг, золотая медаль перешла к Асбелю Кипропу. В 2018 году уже сам Асбель Кипроп был обвинён в применении допинга и дисквалифицирован на четыре года.

## Биография
Асбель Кипруто Кипроп родился в деревне Каптинга, недалеко от крупного города Эльдорет, в семье Дейвида и Джулии Кебенеи. Его отец также был атлетом, и принимал участие в международных соревнования, на дистанции 1500 метров. Асбель начал заниматься бегом в возрасте 13 лет и затем бросил старшую школу, чтобы уделять больше времени тренировкам. Кипроп тренировался в лагере Kipchoge Keino High Performance Training Centre в Эльдорете, однако в 2009 году был отчислен за нарушение внутренних правил. У Асбеля Кипропа есть младший брат, Виктор Кебенеи, также профессионально занимающийся бегом.
Впервые серьёзно заявил о себе в 2007 году, когда выиграл чемпионат мира по кроссу на дистанции 8 км. В этом же году выиграл Всеафриканские игры на дистанции 1500 метров. На чемпионате мира по лёгкой атлетике 2007 года занял 4-е место, установив личный рекорд. В знак признаний его успехов, спортсмен был удостоен звания Спортсмен года в Кении, в номинации «Самый перспективный спортсмен». На чемпионате Африки 2008 года занял 3-е место на дистанции 800 метров. На чемпионате мира 2009 года занял 4-е место в беге на 1500 метров. Чемпион мира 2011 и 2013 года в Тэгу и в Москве на дистанции 1500 метров.

## Сезон 2014 года
9 мая 2014 года стал победителем этапа Бриллиантовой лиги Qatar Athletic Super Grand Prix — 3:29.18. 25 мая на чемпионате мира по эстафетам установил мировой рекорд в составе эстафетной команды 4x1500 метров.

## Допинг скандал
В мае 2019 года независимая организация по допинг-контролю в легкой атлетике (Athletics Integrity Unit) подтвердила положительный тест Асбела Кипропа на запрещенное вещество EPO.

## Личные рекорды
- 800 метров — 1.43,15
- 1500 метров — 3.26,69
- 1 миля — 3.48,50
- 3000 метров — 7.42,32